# Mikroúvěr
Mikroúvěr (angl. microcredit) nebo také mikropůjčka má formu drobných půjček poskytovaných určitým společenským skupinám, které nejsou dle standardních měřítek posuzované jako solventní, např. nezaměstnaní, důchodci, ženy na mateřské, studenti a chudí podnikatelé. Ti nejsou schopni záruky, nemají stálé zaměstnání a jejich úvěrový profil obecně nesplňuje ani minimální požadavky pro získání tradiční formy úvěru. Mikroúvěr je také součástí mikrofinancování, které se zaměřuje na zajišťování finančních služeb (úvěry, úspory, mikropojištění aj.) velmi chudým lidem.
Mikroúvěr je poměrně nový finanční produkt, který se vyvinul v rozvojových zemích a umožnil extrémně chudým lidem (zejména ženám) provozovat samostatnou výdělečnou činnost, což jim přineslo příjmy, schopnost akumulovat majetek a možnost uniknout z chudoby. Úspěch v mikrofinancích přiměl tradiční poskytovatele úvěrů k tomu, aby adresáty mikroúvěrů posuzovali alespoň jako „pre-solventní“. Mikroúvěry v současné době získávají stále více na oblibě a mnoho (i tradičních) finančních organizací o nich uvažuje jako o zdrojích možného budoucího růstu.
Ohniskem pozornosti mikroúvěrových organizací se celosvětově staly ženy. Důvodem je zjištění, že úvěry poskytované ženám přinášejí častěji užitek celé její rodině, než je tomu u úvěrů poskytovaných mužům. Dále se ukazuje, že pokud ženy zodpovědně zacházejí se získanými prostředky, tak to zvyšuje jejich sociálně-ekonomický status, a to je chápáno jako pozitivní změna v současných genderových vztazích.
Závěr podle Microcredit Summit Campaign: „1,2 miliard lidí žije s méně než jedním dolarem na den. Ženy jsou většinou zodpovědné za výchovu dětí a chudoba má obvykle za následek jejich fyzické a sociální strádání. Na základě mnoha zkušeností ženy ale dobře nesou úvěrová rizika a dokáží investovat ve prospěch živobytí svých rodin. Zároveň ženy těží ze zlepšeného sociálního statusu, kterého dosáhly právě díky schopnosti zajistit rodině příjem.“
Mnoho organizací provádějících mikroúvěrování se zcela zaměřilo na poskytování úvěrů ženám. Mezi ně patří např. Pro Mujer a NamasteDirect nebo česká Electronic Loan Exchange Network (myELEN). Také organizace Grameen Foundation, bývalý generální tajemník OSN Kofi Annan a Hillary Clintonová při debatách o mikroúvěrech vždy zdůrazňují ženskou část populace.
Podle Jeana-Françoise Jaudona, autora knihy o mikroúvěrech, může být velmi efektivní pro země, které čelí přírodní katastrofě, protože jim umožní poskytnout si odolnou mikroekonomickou strukturu, která se dokáže vyrovnat s mimořádnými situacemi (zemětřesení, cyklón). Říká tomu nouzový mikroúvěr.

## Historie
Koncept mikroúvěrů se objevil již na začátku 19. století v dílech právního teoretika a abolicionisty (= příslušník hnutí za zrušení otroctví) Lysandera Spoonera, který psal o přínosech drobných půjček pro podnikatelské aktivity chudých lidí jako o způsobu, jak z chudoby uniknout. Podobné náznaky můžeme najít i v některých složkách Marshallova plánu na konci druhé světové války. Oficiálně jsou mikroúvěry spojené se 70. léty 20. století a organizacemi, které tehdy začaly s jejich poskytováním.

## Organizace působící v oblasti mikroúvěrů

### Bangladéšská akademie pro rozvoj venkova
Zakladatel Východopákistánské akademie rozvoj venkova (nyní Bangladéšské) dr. Akhter Hameed Khan představil v roce 1959 revoluční myšlenku týkající se mikroúvěrů (mikrofinancování), čímž dal naději miliardám strádajících nebo chudých lidí. Jeho experimentální projekt Comilla Cooperative je považován za vzor mikroúvěrů a iniciativ pro rozvoj venkova v rozvojových zemích. V 80. letech 20. století dr. Khan spustil další projekt Orangi ve slumech v Karachi (Pákistán). Měl mimo jiné pomoci financovat a řídit nízkonákladová zdravotnická zařízení a poskytovat regulované úvěry malým rodinným podnikovým jednotkám.

### Opportunity International
Al Whittaker v r. 1971 rezignoval na svou funkci prezidenta farmaceutické společnosti Bristol Myers a založil první kancelář Opportunity International ve Washingtonu DC. První úvěr byl poskytnut Carlosi Moreno z Kolumbie za účelem rozšíření jeho obchodu s kořením a čajem. Tehdy začal v Indonésii mikroúvěry poskytovat australský filantrop David Bussau. Tito dva muži se seznámili a zformovali celosvětově známou organizaci Opportunity International, která poskytovala velmi chudým lidem příležitosti pro změnu v jejich životě – vytvářela pracovní místa, pobízela k drobnému podnikání a posilovala společnost jako celek.

### ACCION International
Organizace nejprve fungovala v oblasti infrastruktury a stavebnictví, ale v r. 1973 začala nabízet i ekonomické příležitostí chudým lidem s cílem zlepšit jejich životní úroveň. Tento program byl poprvé aplikován v brazilském městě Recife (v r. 1973) a zahrnoval poskytování mikroúvěrů lidem, kteří měli zájem začít s podnikáním. Snahou bylo také chránit chudé lidi před vykořisťovatelskými úvěrovými praktikami lichvářů. Úspěch tohoto projektu se dostavil již během prvních 5 let. Bylo poskytnuto 885 úvěrů, které napomohly k vytvoření či upevnění 1386 pracovních pozic, podíl splacených úvěrů byl více než 90 %. ACCION International se rozrostla i do dalších zemí v Jižní a Střední Americe, do USA, Afriky a Indie.

### Grameen Bank
Ve stejné době, kdy ACCION International odstartovala svůj experiment, začal profesor ekonomie Muhammad Yunus nezávisle na ACCION pracovat na projektu obdobném. V průběhu hladomoru v Bangladéši v r. 1974 Yunus zjistil, že drobné půjčky mohou chudým lidem významně pomoci v přežití, ale tradičně nastavené banky neměly o poskytování malých a navíc rizikových úvěrů zájem. První půjčku v hodnotě 27 USD Yunus poskytnul z vlastních prostředků 42 lidem včetně žen vyrábějících bambusový nábytek, který prodávaly za účelem zajištění svých rodin.
V r. 1976 prof. Yunus založil Grameen Bank, která se specializovala na poskytování mikroúvěrů chudým Bangladéšanům. Od té doby banka vydala na úvěrech více než 5 mld. USD několika milionům dlužníků. Ke konci r. 2005 bylo nesplaceno něco málo přes 4 miliony úvěrů. Aby bylo zajištěno splácení, banka vytvořila systém „vzájemně solidárních skupin dlužníků“. Jde o drobné neformální skupiny, většinu členů tvoří ženy. Tyto skupiny se týdně scházejí za účelem sjednání obchodu se zástupci banky a vzájemně podporují své úsilí v oblasti ekonomické prosperity.
S postupujícím růstem celého systému Grameen Bank vyvinula další typy úvěrů, zejm. na bydlení, rybolov, zavlažovací systémy, rizikovější (spekulativní) kapitál, textilní výrobu a další aktivity.
Grameen 2 je reakcí na několik interních problémů, se kterými se banka potýkala. Hlavní potíž se týkala toho, že splácení úvěrů neprobíhalo tak, jak se očekávalo. Dlužnické skupiny nepořádaly týdenní schůze (šlo buď o organizační neschopnost, nebo prostý bojkot těchto schůzek) a ke splacení úvěrů proto často vůbec nedošlo. Tuto nedobrou situaci ještě více umocnily záplavy, které Bangladéš postihly v r. 1998. Systém Grameen Bank byl ostře kritizován deníkem Wall Street Journal, který banku obvinil ze zamlčování výše zmíněných problémů se splácením úvěrů a také z využívání neodpovídajících nástrojů.
Grameen Bank a jiné podobné finanční organizace s cílem vyřešit tuto situaci upravily své úvěrové balíky; omezily možnost získat „úvěr v nouzi“ a také některý druh spotřebních (podnikatelských) úvěrů, u kterých se často ve snaze tento úvěr získat klientům vyplatilo svou skutečnou životní situaci zakamuflovat.
Úspěch modelu Grameen Bank inspiroval podobné programy v rozvojovém světě a dokonce ve vyspělých zemích jako např. Spojené státy. Mnoho mikroúvěrových projektů se velmi často zaměřuje na ženskou část populace. Téměř 96 % úvěrů poskytnutých Grameen Bank putuje k ženám, u nichž se očekává vyšší pravděpodobnost, že úvěr splatí, a že získané prostředky vynaloží pro potřeby celé rodiny. Původně tento program mezi muži a ženami tolik nerozlišoval, ale statistiky ukázaly, že u žen existuje mnohem nižší riziko nesplacení úvěru. V r. 2006 byl prof. Yunus a jeho projekt Grameen Bank oceněn Nobelovou cenou za mír.

### Women's World Banking (WWB)
V r. 1976 bylo v New Yorku založeno Women's World Banking (Světové bankovnictví pro ženy). Zakladatelky byly: Ela Bhatt (z Indie), Esther Ocloo (z Ghany) a Michaela Walsh (investiční bankéřka z USA). Ela Bhatt dříve (v r. 1974) založila Mahila SEWA Cooperative Bank a ve WWB působila v letech 1980 – 1998 jako předsedkyně. WWB má na straně klientů asi 23 milionů žen.

### Electronic Loan Exchange Network (ELEN)
Česká republika nezůstavá pozadu: projekt ELEN je jeden z prvních v Evropě, který umožňuje kapitálu ekonomicky rozvinutých zemí podpořit chudé malopodnikatele v rozvojových zemích prostřednictvím dnešních technologií. Kdokoli může přes portál myELEN financovat vybraného dlužníka, celou skupinu nebo mikrofinanční instituci, která úvěry zprostředkovává. Za celým projektem stojí elitní bankéři a ekonomové, kteří se tímto zapojili do boje proti chudobě.

### FINCA International
Jde o organizaci v Bolívii, která v 80. letech pokračovala v úspěšném trendu mikroúvěrování. Její zakladatel John Hatch nejdříve působil v několika mezinárodních úvěrových programech a následně začal v Bolívii pracovat v oblasti mikroúvěrů. Zdůrazňoval mimo jiné existenci místních samospráv a svěření odpovědnosti chudým lidem za chod některých programů. Hlásal: „Dejte chudým lidem příležitost a poté jim jděte z cesty!“. Tuto myšlenku nazval „venkovské bankovnictví“ („willage banking“).
Venkovské bankovnictví bylo unikátní v tom, za jak krátkou dobu se realizovalo. Hatch během čtyř týdnů shromáždil tým a následně bylo vytvořeno 280 vesnických bank, které sloužily 14 000 rodin, jimž byly poskytnuty půjčky v celkovém objemu 630 000 USD. Tento program byl ukončen z toho důvodu, že jeho zaštiťovatelé neunesli velké riziko vyplývající z nezaručených úvěrů; nikoliv proto, že by program nebyl úspěšný.
Navzdory tomuto Hatch ve své práci pokračoval. V r. 1985 založil společnost FINCA, která v současnosti funguje v El Salvadoru. FINCA je stejně jako mnoho dalších mikroúvěrových organizací primárně zaměřena na ženy. Hlavní oblastí činnosti je poskytování finančních služeb celosvětově nejchudším podnikatelům, kteří díky tomu mohou vytvořit pracovní místa, získat prostředky a zvýšit svou životní úroveň.
V r. 2005 měla FINCA více než 400 000 klientů, poskytovala drobné úvěry v objemu více než 100 milionů USD, přičemž hodnota úvěrů byla průměrně 360 USD. V současnosti řídí programy ve 21 zemích v Africe, Latinské Americe a Karibiku, východní Evropě a Střední Asii. Ženy představují asi 80 % klientů a objem splacených úvěrů je přibližně 97 %.

### Maendeleo
Česká nezisková organizace Maendeleo byla založena studenty a absolventy oboru Mezinárodní rozvojová studia na Univerzitě Palackého v Olomouci. Od roku 2011 působí v jihozápadní Tanzanii, kde v rámci svého projektu Podpora farmaření poskytuje kromě praktických vzdělávacích seminářů také mikropůjčky a motivuje místní zemědělce ke spoření. V současné době je projektem Maendelea podpořena téměř stovka lidí.

## Současnost
Světová banka odhaduje, že na světě (zejm. v rozvojových zemích) existuje dnes[kdy?] více než 7 000 mikrofinančních institucí, které slouží asi 16 milionům chudých lidí. Experti z CGAP (Poradní skupiny pro pomoc nejchudším) odhadují, že z drobných úvěrů má přínos přes 500 milionů domácností. Jako příklad jsou uváděny Kambodža a Keňa. Asie a oblast Tichomoří představují 83 % z „otevřených účtů“ v rozvojových zemích, což odpovídá asi 17 účtům na 100 osob.
V listopadu 1997 se na Mikroúvěrovém Summitu ve Washingtonu DC sešli zástupci více než 100 zemí s cílem dosáhnout toho, aby do r. 2005 mělo (jubilejních) 100 milionů chudých domácností k dispozici prostředky na samostatnou výdělečnou činnost a přístup k dalším obchodním a finančním službám. Splnění tohoto cíle podpořily mj. velké finanční instituce a hlavy mnoha států.
Hospodářská a sociální rada Spojených států prohlásila rok 2005 jako Mezinárodní rok mikroúvěru, aby pomohla k vytvoření svébytného finančního sektoru a posílila silný, ale často nevyužitý podnikatelský potenciál existující ve společnostech po celém světě. S Rokem mikroúvěru bylo spojeno pět dílčích cílů:
- odhadnout a zviditelnit přínos mikrofinancování a mikroúvěru vzhledem k rozvojovým cílům tohoto tisíciletí (Millenium Development Goals),
- zvýšit povědomí a porozumění veřejnosti v oblasti mikrofinancování a mikroúvěru,
- vytvořit svébytný a komplexní finanční sektor,
- podporovat přístup k finančním službám a
- podporovat inovace a nová společenství vytvářením a podporováním strategických partnerství za účelem budování a rozšiřování mikrofinancování a mikroúvěrů tak, aby byly přístupné všem.

## Základní principy
Stále více publikací a témat konferencí se týká důsledků a diskusí o relativním významu různých stránek tohoto důležitého moderního finančního nástroje. Pro bližší zájemce existuje od roku 1999 ESR Review, jde o různé teoretické studie týkající se této finančně-ekonomické sféry. Za poslední 30 let fungování mikrofinanční a mikroúvěrové politiky je možné najít několik základních chyb a poučení:
Úspory/investice jsou vhodnější nástroj: dlužníci, kteří jsou relativně nezávislí, získávají na ctižádosti a houževnatosti, zejm. pokud svědomitě amortizují svůj dluh. Správci dluhu pečlivě monitorují dlužníkovu činnost (úspěchy) a obecně plní svou úlohu lépe, když počítají s možnými riziky.
Podnikatelský talent a dravost jsou poměrně vzácné a představují neocenitelný zdroj pro ekonomický růst: pro samotnou ekonomiku je poměrně těžké nalézt a rozvíjet nezávislé a zodpovědné podnikatele či bankéře, kteří umí uvažovat kriticky. Tyto subjekty sice lze přilákat do mikroúvěrového „průmyslu“, ale jsou to pořád jednotlivci s vlastní možností volby – nebudou riskovat krátkodobá rozhodnutí, nebo nepředvídatelnou byrokratickou podporu; ohrozili by tak svou budoucnost.
Od tradičních bank by se poskytování mikroúvěrů nemělo očekávat: standardní banky mají většinou značný podíl investic v technickém vybavení a nákladných řídicích strukturách. Kvůli těmto nákladům na zajištění fungování jsou bankovní operace orientovány přirozeně na velké a ziskové příležitosti, a proto preferují bonitní klienty.
Přichází nová generace bankovních institucí: pomalu vznikají i takové bankovní instituce, které jsou méně krátkozraké, co se týče vidiny ziskových projektů, než třeba výše zmíněné tradiční banky. Jejich filozofií je to, že obecného blaha lze dosáhnout „pouhým“ zajištěním určité výchozí úrovně ekonomického rozvoje. Institucionální specializace a modernizace v organizačních strukturách zajistí snížení transakčních nákladů a efektivní fungování na trzích, kde jsou zastoupeni méně bonitní klienti provádějící drobné transakce.
Chudí podnikatelé vládnou stejnými schopnostmi jako ti nejbonitnější a nejhouževnatější byznysmeni: chudí podnikatelé hodně šetří, opatrně aplikují svou podnikatelskou energii a splácejí dluhy podle plánu, aby v budoucnu mohli získat další úvěr. Jinými slovy – chudí podnikatelé nejsou jen „pre-solventní“, oni reprezentují tu část populace, která usiluje o to být úspěšná a je možné, že za 10, 25 nebo 50 let to budou bohatí lídři různých podniků.
Je velmi potřebné zavést efektivní, rozsáhlou a moderní bankovní infrastrukturu: pokud se jednoduše upraví staré metody, tak to nijak nepomůže k růstu participace chudých lidí na ekonomice. Investice do nezávislých (mikrofinančních) institucí, specializujících se na podporu chudých lidí, jsou poměrně efektivní užití již tak dost omezených subvencí (které by jinde neměly pro ekonomický rozvoj třeba žádný přínos). Náklady na provádění výzkumu v oblasti mikroúvěrů (zejm. zkoumání dopadu na podnikatelskou činnost) jsou extrémně nízké v porovnání s jinými strategiemi, které mají přímo vést k ekonomickému růstu (a jejich účinek je často velmi diskutabilní) – jde např. o snižování daní nebo programy sociální podpory.
Rozsah mikrofinancování se neustále rozpíná: Oblast mikrofinancování stále více proniká za hranice svých kořenů v oblasti úspor a podnikatelských úvěrů; nyní jsou poskytovány i jiné formy finančních služeb, včetně pojišťování a mikrofinancování v sektoru bydlení. Mikrofinancování někdy také funguje jako tzv. „banking catering“, který je určen pro ekonomicky aktivní ale chudé lidi, kteří aktuálně nejsou solventní (unbanked).
Několik nových mikrofinančně zaměřených organizací (např. Development Innovations Group (DIG)) se zaměřuje na finanční služby chudým lidem či na „rozvojové“ financování.

## Mikropůjčky jako rozvojová pomoc
Samotný nápad pomáhat prostřednictvím mikropůjček zrealizoval roku 1983 bangladéšský ekonom a bankéř Muhammad Yunus, kterému byla udělena Nobelova cena za založení konceptu mikrofinancování a mikropůjček pro chudé v roce 2006. Muhammad Yunus založil v chudé indické vesnici Jobra banku Grameen Bank jež je ve světě nejstarší a nejvíce známou institucí zabývající se půjčováním mikroúvěrů lidem, kteří jsou ve finanční tísni. První myšlenky o poskytování výhodných půjček chudým lidem se však objevují již ve středověku. 
V současné době má přístup k mikropůjčkám téměř 205 miliónů lidí. Výše mikropůjček, které jsou poskytovány v rozvojových zemích, se pohybují v řádech tisícikorun. Většina klientů je organizována ve skupinách, jejichž prostřednictvím je realizována distribuce půjček a pravidelné spoření. Existují dva základní modely poskytování mikropůjček. Prvním je model svépomocných skupin, kdy má skupina až 20 členů a klade se velký důraz na spoření. Management svépomocných skupin je zcela v kompetenci jejích členů. Tento model je vhodný zejména pro aktivní komunity a v oblastech, kde je rozvinutý formální i neformální finanční sektor. Model svépomocných skupin využívá například česká nezisková organizace Maendeleo, která působí v jihozápadní Tanzanii. V rámci svého projektu Podpora farmaření poskytuje farmářům zemědělské mikropůjčky na pěstování rýže a zároveň zajišťuje farmářům vzdělávací semináře. Dalším používaným modelem v mikrofinančnictví je model podle Grameen Bank. V tomto případě jsou preferovány zejména chudé ženy, které se organizují do pětičlenných skupin. Půjčku obdrží skupina po měsíční zkušební době a je distribuována na třikrát. Úvěr dostane nejdříve první dvojice, potom druhá a nakonec vedoucí skupiny. Pokud je úvěr splacen v domluvené lhůtě, může skupina žáda o vyšší půjčku, a to i na jiné než podnikatelské účely. 
Mikropůjčky lze poskytovat i komerčně. Takovým případem je česká společnost Microfinance, a.s., jež provozuje portál myELEN.com. Projekt ELEN je jeden z prvních v Evropě, kdokoli může přes portál myELEN financovat vybraného klienta, celou skupinu nebo mikrofinanční instituci, která úvěry zprostředkovává. Skrz portál myELEN.com je možné investovat. Podle zástupců Microfinance, a.s. se může investorovi jako bonus k dobrému pocitu, že někomu pomohl, zhodnotit jeho vklad až o 7,5 % ročně. Za celým projektem stojí elitní bankéři a ekonomové, kteří se tímto zapojili do boje proti chudobě.
Mikrofinance mají obrovský potenciál pomáhat některým skupinám chudých. Vzhledem ke svému charakteru se však mikrofinance nemohou zaměřovat na lidi, kteří nejsou a nemohou být ekonomicky aktivní. Tento nástroj proto není vhodný například pro staré a nemocné lidi, ani pro sirotky. V případě mikrofinancí beneficient pouze pasivně nepřijímá dary. Aby pro něj byla přijímaná asistence přínosná, vyžaduje to jeho aktivní přístup a vložené úsilí. Tímto rysem se liší od klasické charitativní pomoci, kdy se cílová skupina na úspěchu projektů nepodílí nebo se podílí pouze symbolicky. Za výhodu mikrofinancí lze považovat schopnost fungovat trvale bez grantů ze strany vládních institucí či veřejnosti. Rizikovým faktorem je nedostatečná zdravotní péče v rozvojových zemích a s ní spojené zvýšené riziko onemocnění znemožňující práci. Je zjevné, že mikrofinance nemohou být jediným řešením komplexní problematiky chudoby v rozvojových zemích.
Tyto mikropůjčky se liší od mikropůjček v České republice, jelikož jsou podávány účelově na založení podnikání (tzv. investiční půjčky) a jejich úroková sazba je mnohem nižší nebo závislá na ekonomické prosperitě dlužníka. České mikropůjčky jsou spíše využívány jako zdroj rychlé pomoci ve finanční nouzi. Dobře použitá investiční půjčka má na rozdíl od spotřebitelské půjčky trvalý efekt na životní úroveň dlužníka.

## Potenciál pro budoucí růst
V posledních pěti letech bylo úvěrově orientované mikrofinancování uznáno jako efektivní cesta, jak chudým rodinám poskytnout nízkonákladové finanční služby.
Např. National Bank for Agriculture and Rural Development (NABARD) v Indii financuje více než 500 bank, aby tak zásobovala „svépomocné skupiny“ (self-help groups, dále SHGs). SHGs jsou složeny z méně než 20 členů, z nichž většinu tvoří ženy z nejnižších kast či klanů. Členové si ukládají do fondů těchto skupin malé částky peněz – jen několik rupií měsíčně. Členové mají možnost si z takto vzniklého fondu půjčit na různé účely (od nouzových půjček na bydlení až po školné). Protože SHGs se ukázaly být schopné dobře spravovat své fondy, tak si mohou i půjčovat od místních bank za účelem investování v drobných podnicích či v zemědělství. Banky většinou půjčují 4 rupie na každou jednu rupii ve fondu SHG. Roční úroková sazba je cca 11–12 %.
Téměř 1,4 milionu SHGs, kde je mezi členy téměř 20 milionů žen, si nyní půjčuje od bank, což dohromady vytváří nejrozsáhlejší mikrofinanční program na světě (model SHGs-banky). Podobné programy vznikají v Africe a jihovýchodní Asii s pomocí organizací jako např. Opportunity International, Catholic Relief Services, CARE, APMAS a Oxfam.

## Kritiky
Gina Neff z deníku Left Business Observer popsala mikroúvěrové hnutí jako privatizaci veřejné sítě sociální podpory. Nadšení mezi politickými představiteli z mikroúvěrů jako nástroje pro odstranění chudoby by podle ní mohlo přispět ke škrtům výdajů v oblasti zdravotnictví, sociálních věcí a školství. Neff zastává názor, že úspěch modelu mikroúvěrů byl posouzen pouze dle dopadů na dlužníky, věřitelské organizace podle ní nemají moc velkou perspektivu (zejm. co se týče úrokových sazeb, finanční životaschopnosti apod.). Např. vysoké úrokové sazby, které nabízí Grameen Bank, neodrážejí počet žen, které jsou opakovanými dlužníky. Kritizuje i to, že se tak stává závislou na objemu úvěrů, které jsou poskytované na výdaje domácností, místo aby odrážela objemy kapitálových investic.
Studie týkající se mikroúvěrů dále prokázaly to, že i když si od banky půjčí žena, tak často peníze utratí muž a žena se stává jen nositelkou úvěrového rizika. Důsledkem je mj. to, že dlužníci se ocitají stranou běžných pracovních poměrů a jednají nelegálně. Bangladéšský ministr pro finance a plánování M. Saifur Rahman obvinil některé mikrofinanční instituce z účtování příliš vysokých úrokových sazeb. Hodně se také debatuje o možnosti handicapovaných lidí (či lidí sociálně více „zranitelných“) čerpat tradiční mikroúvěr. Vyvstává totiž potřeba přizpůsobit mikrofinanční nástroje i pro tyto skupiny lidí.